# Сечиште
Се́чиште (болг. Сечище) — село в Шуменській області Болгарії. Входить до складу общини Новий Пазар.

## Населення
За даними перепису населення 2011 року у селі проживали 105 осіб.
Національний склад населення села:
| Національність   | Кількість осіб | Відсоток |
| ---------------- | -------------- | -------- |
| турки            | 71             | 67,6%    |
| болгари          | 28             | 26,7%    |
| цигани           | 6              | 5,7%     |
| інша             | 0              | 0%       |
| не визначились   | 0              | 0%       |
| Всього відповіли | 105            |          |

Розподіл населення за віком у 2011 році:
Динаміка населення: